# Jay C. Buckey
Jay Clark Buckey, Jr. est un astronaute américain né le 6 juin 1956. Il est également professeur en médecine à l'université de Geisel à Dartmouth. Il travaille sur différents programmes d’entraînement interactif pour aider les personnes dans des états de stress psychologique et d’isolement en utilisant la réalité virtuelle.

## Vols réalisés
Il effectue un unique vol le 17 avril 1998, à bord de la mission Columbia STS-90, en tant que spécialiste de charge utile. 
Au cours de cette mission, il a passé 16 jours dans l'espace pour étudier la façon dont le cerveau et le système nerveux s'adaptent en apesanteur mais aussi à la façon dont ils se réadaptent une fois sur terre.